# Първа петилетка
 Тази статия е за петилетката в България.  За петилетката в Съветския съюз вижте Първа петилетка (СССР).  
Първата петилетка е петилетка в плановата икономика на България, продължила от 1949 до 1953 година.
Кампанията е обявена през декември 1948 година на Петия конгрес на Българската комунистическа партия и си поставя за цел форсирано създаване на тежка промишленост по съветски образец, като се следва доктрината на Йосиф Сталин за създаване на самозадоволяващо се стопанство. Обявената цел е съотношението между селското стопанство и промишлеността в страната да се промени от 70:30 на 55:45.
За тази цел са мобилизирани значителни инвестиции, основна част от които идва от емитирани в страната и принудително пласирани облигации, които впоследствие остават неизплатени. Средства идват и във вид на стокови кредити от Съветския съюз, главно некачествено и морално остаряло оборудване. Тяхното изплащане при неизгодни за България валутни курсове и цени обвързва трайно икономиката на страната със Съветския съюз, ангажирайки голяма част от българската експортна продукция.
Друг източник на финансиране е „продоволственото ограбване“ на все още частното селско стопанство чрез облагането му с непосилни наряди – принудително изкупуване на земеделски продукти на силно занижени цени. Същевременно масираната пропаганда се стреми да увеличи производителността и полагането на неплатен извънреден труд, а Бригадирското движение обхваща към 300 хиляди души, осигурявайки на режима изключително евтина работна ръка.
Масираната индустриализация през Първата петилетка довежда до големи промени в икономиката, като по официални данни през 1952 година делът на промишлеността в националния продукт достига 47%. В същото време повечето предприятия са в тежко финансово състояние и натрупват големи запаси от дефектни или непродаваеми по други причини стоки, като се обмисля унищожаването на съществена част от продукцията. Сред причините за това е резкия спад в покупателната способност на населението, особено в селата, подложени на тежко облагане с наряди.
Стопанската политика през Първата петилетка изправя страната на ръба на инфлационна криза, която е предотвратена с Паричната реформа през май 1952 година. При нея левът е деноминиран в съотношение 100:4, но личните средства в брой са обменени при съотношение 100:1, а личните банкови влогове по различни съотношение между 100:4 и 100:1. По този начин от гражданите са иззети 857 милиона нови лева – еднократен данък, определян от пропагандата на режима като „сериозен удар върху материалната база на капиталистическите елементи“.